# 巴基斯坦武装部队
巴基斯坦武装部队（英语：Pakistan Armed Forces）是巴基斯坦的国家武装部队且自身拥有核武器。该武装部队主要包括以下三个主要分支：巴基斯坦陆军， 巴基斯坦海军和巴基斯坦空军，加上一些用于负责治安及辅助作战的准军事部队。
1962年开始，巴基斯坦与中国的军事关系紧密，包括研发合作，以增强军事系统，如JF-17雷电，K-8喀喇昆仑以及054A型导弹护卫舰。两国同时推进在核武器和太空计划领域的合作。在冷战和反恐战争期间，巴基斯坦军方还与美国保持密切的军事关系，是美国一个主要非北约盟友，直到特朗普政府取消了对巴基斯坦的所有军事援助。历史上它主要进口来自中国和美国的军事装备。1990年代起，中国成为巴基斯坦首要的军备供应国，并持续至今，随着中巴“接近军事联盟的门槛”，巴基斯坦“越来越多地从中国采购装备，尤其是更高端的作战打击和力量投送能力；并继续淘汰旧的美国和欧洲平台”。

## 军种
在巴基斯坦的军事体制里，陆军是巴三军中的主要力量，而陆军总参谋长是陆军的最高长官，这让陆军总参谋长一职被视为巴军队中最有实权的职位。巴军方对巴政治有着举足轻重的影响力，陆军也深刻地影响着该国政治，并在历史上多次发动政变接管国家政权。
空军创建于1947年8月14日，有65000名全職人員，其中有3000名飛行員，飛機共約700架，其中有470餘架戰鬥機。从1983年至1987年，巴基斯坦获得了40架F-16A/B Block 15战斗机。随着蘇聯－阿富汗戰爭结束，巴基斯坦对美国的战略价值骤然消失，美国于1990年对28架F-16A/B战斗机冻结交付并冻结巴基斯坦的购机款拒绝归还。2003年美国对阿富汗戰爭陷入胶着后，于2005年至2008年交付给巴基斯坦这批被扣留的战机中的14架。2006年，美国军援了12架F-16C与6架F-16D Block 52+并计划提供另外的18架。
海军创建于1947年，现役25,000人，预备役5,000。海军节设于每年的9月8日，以纪念1965年印巴战争。巴基斯坦海军有8个战地司令部，分别为卡拉奇司令部 (COMKAR) 、巴基斯坦舰队司令部 (COMPAK)、北方司令部 (COMNOR) 、海岸司令部 (COMCOAST)、后勤司令部、海上训练舰队司令部(FOST)、西部司令部(COMWEST )、海军航空兵司令部 (COMNAV)。目前主力艦為四艘中製F-22P巡防艦和一艘美製F-260巡防艦、5艘法製潛艦，另有飛彈快艇10艘和30多艘砲艇。

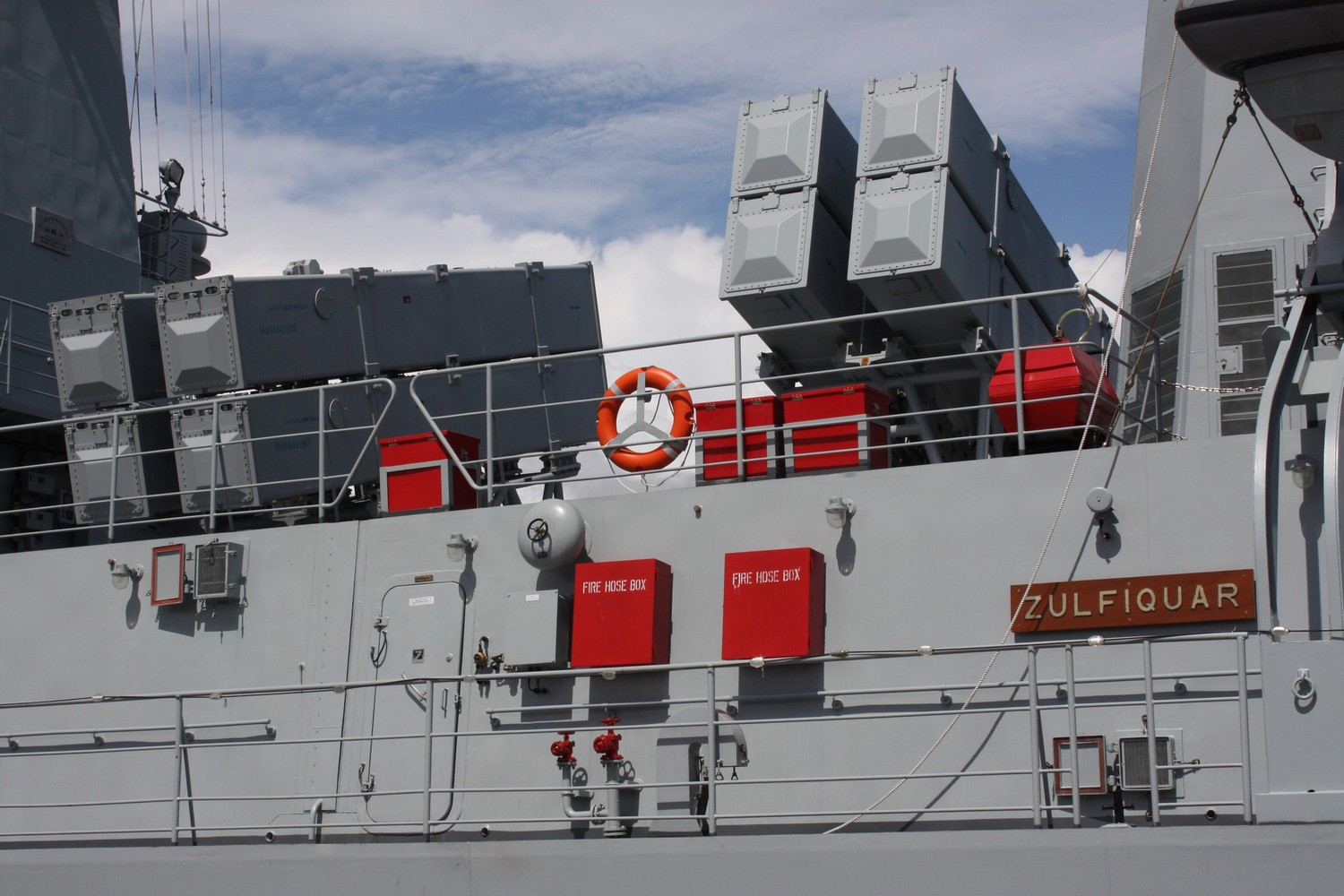
F-22P護衛艦上的鷹擊82反艦飛彈
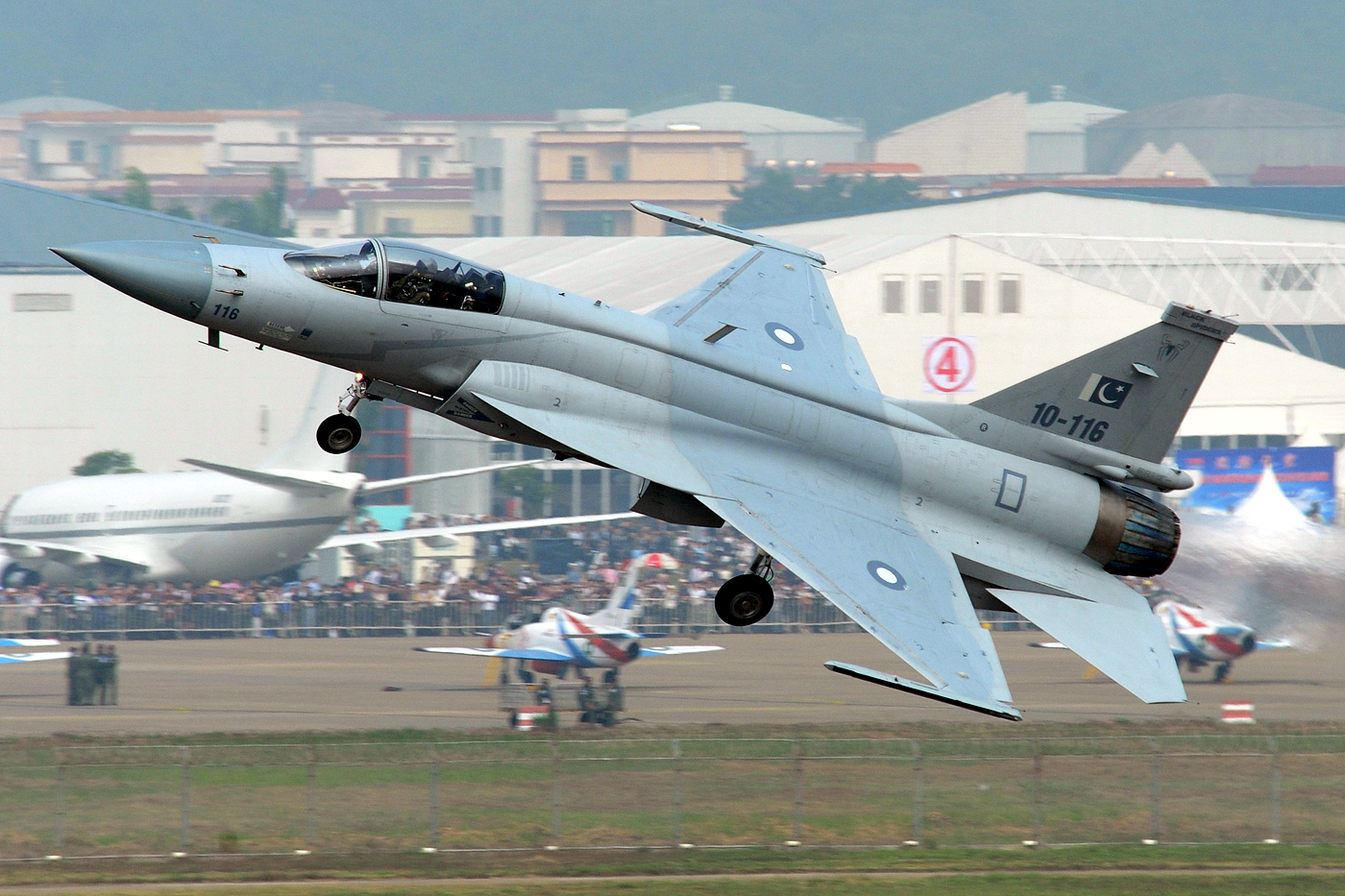
梟龍戰機
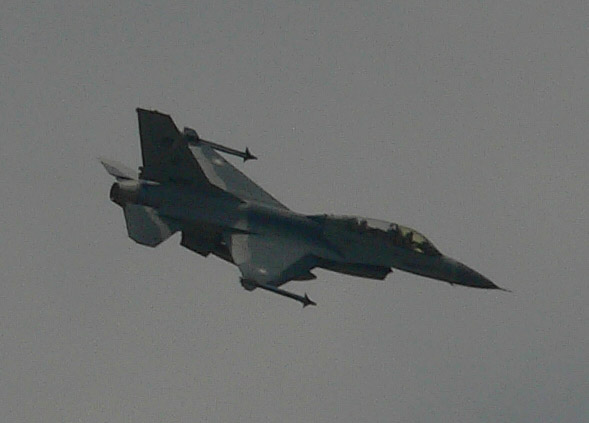
F-16B戰機
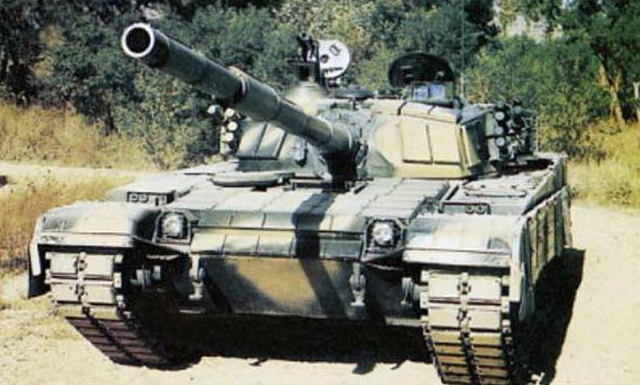
哈利德坦克
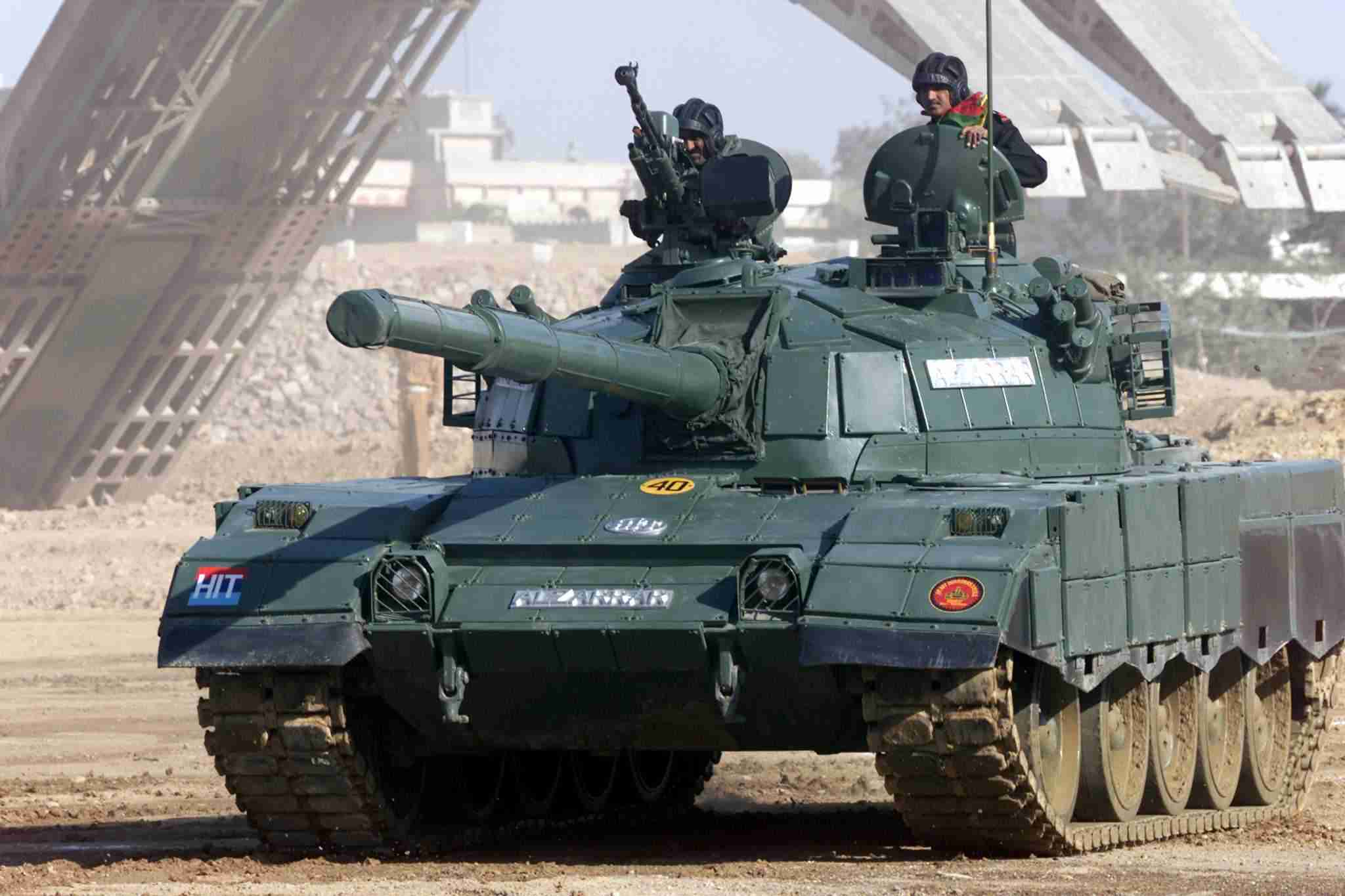
阿茲拉坦克